# Lammassaari (ö i Lappland, Norra Lappland, lat 68,82, long 28,50)
Lammassaari är en ö i Finland. Den ligger i sjön Ahvenjärvi och i kommunen Enare i den ekonomiska regionen Norra Lappland och landskapet Lappland, i den norra delen av landet, 1 000 km norr om huvudstaden Helsingfors. Öns area är 0,4 hektar och dess största längd är 120 meter i öst-västlig riktning.